# Beeldtechnicus
Een beeldtechnicus is iemand die tijdens een televisie- of filmproductie technisch verantwoordelijk is voor de kwaliteit van het beeld. De beeldtechnicus is vaak in loondienst voor een technisch facilitair bedrijf of freelancer. 
Werkzaamheden bestaan onder andere uit: 
- zorgen dat alle beeldtechnische apparatuur voor productie (opname/live) technisch goed aangesloten is en werkt.
- zorgen dat alle camera's alles binnen afgesproken technische normen registreren qua contrast, gamma en dergelijke, zodat er geen verschillen zijn tussen meerdere camera's. Dit gebeurt samen met lichttechnici.

Dit is een specialistisch beroep waar weinig tot geen opleiding voor bestaat. Binnen de MBO-opleiding AV-productie is het een specialisatie op niveau 4 die maar bij enkele ROC's in Nederland wordt aangeboden. Vanuit de basisopleiding MTS elektrotechniek in Nederland wordt men soms  binnen de sector verder opgeleid. In Vlaanderen bestaat de opleiding als studierichting podiumtechnieken in het TSO. De richting behandelt zowel elektronische klank- als beeldbewerking. Op het niveau van Bachelor bestaat er aan het Rits een opleiding "beeld-geluid-montage".